# Twarde Spady

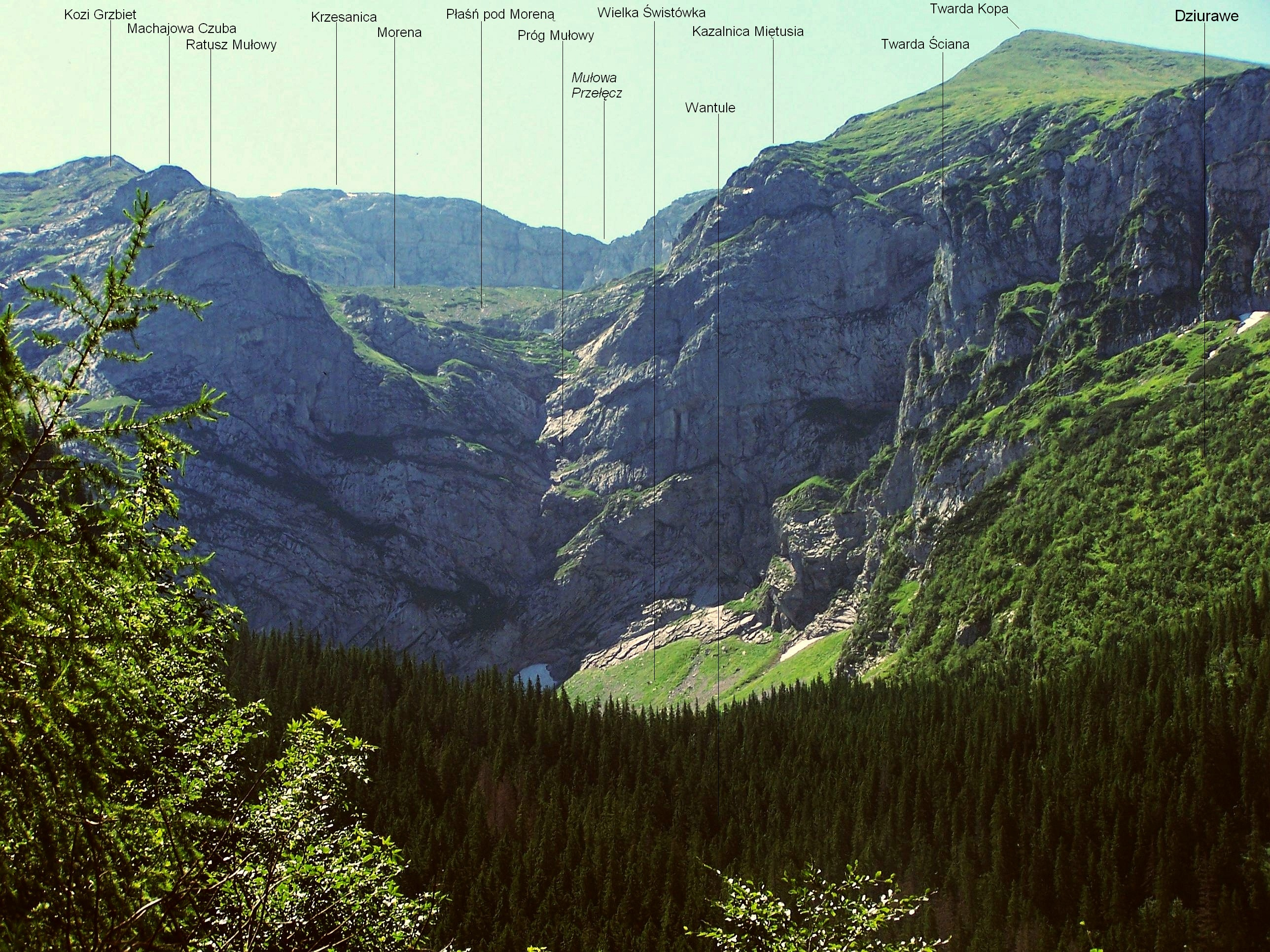
Widok ze szlaku przez Kobylarzowy Żleb

Twarde Spady – wielka depresja w Twardej Galerii w polskich Tatrach Zachodnich. Znajduje się w niej pomiędzy wypukłościami Kazalnicy Miętusiej (ok. 1805 m) i Twardej Ściany (ok. 1740 m). Granica z Twardą Ścianą znajdującą się po północnej stronie (patrząc z dołu po prawej) jest wyraźna, tworzy ją jaskinia Zielone Kominy. Natomiast przejście między urwiskami Twardych Spadów a Kazalnicą Miętusią (po południowej stronie, patrząc z dołu po lewej) jest stopniowe i precyzyjne ustalenie granicy jest niemożliwe. Twarde Spady opadają do kotła lodowcowego Wielkiej Świstówki, a ich podnóże znajduje się na wysokości około 1500 m n.p.m. Z góry (z Twardego Upłazu) widoczna jest tylko górna, trawiasta krawędź Twardych Spadów. Z piargów Wielkiej Świstówki natomiast jest to wielkie urwisko o wysokości prawie 300 m.
W zbudowanych ze skał wapiennych Twardych Spadach znajdują się trzy zachody, które dzielą je na cztery piętra. Najbardziej urwiste jest czwarte, najwyższe. Zbudowane jest z litych płyt i znajduje się w nim podwójny okap zwany Motylkiem. W Twardej Ścianie poprowadzono kilka dróg wspinaczkowych. Drogi te szczegółowo opisuje Władysław Cywiński w 3. tomie przewodnika Tatry. Obecnie jednak są to zamknięte dla taterników obszary ochrony ścisłej Tatrzańskiego Parku Narodowego (obszar ochrony ścisłej Wantule Wyżnia Mała Łąka). Dyrekcja parku umożliwia tutaj dostęp (i to z licznymi ograniczeniami) tylko grotołazom penetrującym nie do końca jeszcze zbadane jaskinie. W Twardych Spadach znajdują się bowiem otwory wlotowe kilkunastu jaskiń. U samego podnóża znajduje się niepozorny otwór wlotowy Jaskini Lodowej w Twardych Spadach (ma korytarze o długości 152 m). Inne jaskinie tego rejonu to m.in.: Jaskinia pod Wierchem, Studnia za Murem, Górne Kominy, Schron nad Kominami, Zielone Kominy. W Twardych Spadach wyróżnia się też różnorodne formacje skalne, m.in. nyża zwana Schronem pod Twardymi Spadami, półki, gzymsy, tarasy, oraz bezimienny komin będący największym wśród wszystkich kominów nad Wielką Świstówką.